# Niall Blaney
Niall Blaney (ur. 29 stycznia 1974 w Letterkenny) – irlandzki polityk i inżynier, deputowany i senator.

## Życiorys
Pochodzi z rodziny o długoletnich tradycjach politycznych, w parlamencie zasiadali jego dziadek Neal Blaney, stryj Neil Blaney i ojciec Harry Blaney. Absolwent Letterkenny Institute of Technology, podjął pracę jako inżynier budownictwa.
Zaangażował się w działalność polityczną w ramach Independent Fianna Fáil, nieformalnego ugrupowania kierowanego przez stryja. W 1999 został wybrany do rady hrabstwa Donegal. W 2002 uzyskał mandat posła do Dáil Éireann. W 2006 dołączył do Fianna Fáil, z jej ramienia zasiadał w niższej izbie irlandzkiego parlamentu również w kolejnej kadencji (2007–2011). Dołączył później do kierownictwa organizacji Community Games, odpowiadając w niej za sprawy rozwoju. W wyniku wyborów w 2020 zasiadł w Seanad Éireann 26. kadencji (reelekcja w 2025).